# 江苏新闻广播
江苏新闻广播是江苏省广播电视总台的一个省级类型化新闻电台，2007年1月6日开播。最初仅在南京地区广播，2009年7月覆盖全省。节目播出的内容以新闻为主，全天24小时播音，其中早晚重要新闻节目与江苏新闻综合广播同步，另外江苏城市频道的部分节目亦会与该台同步播出。

## 节目[3]

### 与江苏新闻综合广播同步
- 新闻和报纸摘要（与中国之声同步）
- 江苏新闻联播
- 新闻早高峰
- 政风热线
- 新闻晚高峰（至18:30）
- 海上生明月（仅周末，金陵之声广播电台节目）
- 凌晨1:00-4:00的广告及《新鲜农村》

### 亦在江苏新闻综合广播重播
- 新闻故事
- 新闻评弹

### 单独播出节目
- 即时资讯
- 重点关注
- 天天早知道
- 新闻夜分享
- 晓东有话说
- 军情观察
- 夜谈古今
- 新闻时评

## 主持人
- 林璇
- 刘杨
- 美文
- 钱遇
- 铁锟
- 汪玲
- 王瑾
- 晓东
- 徐涛
- 徐钰
- 陈颖
- 董婕
- 惠天
- 侯贞
- 言亮
- 李杰
- 林杉
- 大林